# Наймичка (п'єса)
«На́ймичка» — соціально-психологічна драма в 5 діях українського письменника Івана Карпенка-Карого, написана в 1885 у Новочеркаську. Вперше видана у 1887 році окремою книжкою в Херсоні.

## Тема твору
Болюча тема того часу — збезчещення дівчини паном. Карпенко-Карий засуджує розтлінну мораль тих, хто тримає у своїх руках гроші, владу, багатство.
Драматург викрив у «Наймичці» огидну, розтлінну мораль тих, хто своїм божеством зробив багатство, яке нібито давало таким цоколям право на вседозволеність, безкарність, розбещеність. Знівечити життя іншої людини задля власної миттєвої втіхи — норма їхнього існування. Морально ниці, лицемірні, такі люди живуть серед нас і сьогодні, тому драма залишається актуальною завжди.

## Дійові особи
- Василь Микитович Цокуль — 45 літ, багатий хазяїн.
- Мелашка — молодиця
- робітники його.
- Дід — мірошник
- Панас — парубок
- Маруся — дівчина.
- Пилип — молодий москаль, гусарин.
- Аблакат (адвокат).
- Борох — шинкар.
- Рухля — його жінка.
- Янкель — їх син, літ 15.
- Харитина — сирота, наймичка їх.
- Парубки, дівчата, молодиці і москалі.

## Сюжет
Багатий хазяїн Василь Микитович Цокуль до набутого багатства і влади захотів додати ще й любов молодої вродливої дівчини. Жертвою його домагань стає юна й беззахисна сирота-наймичка Харитина, яка закохана у такого ж як і вона, наймита Панаса. Цокуль був нещасливий у шлюбі. Свого часу батько не дозволив йому одружитися з коханою дівчиною Мотрею, як згодом стане відомо, матір'ю Харитини. Тому Василь Микитович вирішив утішити своє серце.  Та дії Цокуля приводять до трагічної загибелі наймички: знеславлена ним, дівчина топиться.
Складний збіг обставин: потрясіння від самогубства Харитини, котра, як з'ясувалося, є його рідною дочкою, приводять Цокуля до сповіді — самовикриття: «Я цій дівчині батько, батько і душогуб — це я її втопив. Беріть мене, в'яжіть, плюйте на мене, ведіть мене на суд, — я розкажу там, який я грішник великий!»
Так глибоко драматично завершується історія і скривдженої, і кривдника.
Василь Цокуль — безчесний глитай, що відкуповує у шинкаря вродливу наймичку і знеславлює її.
З глибоким співчуттям і надзвичайною теплотою Карпенко-Карий змальовує образ наймички-страдниці. Харитина, дочка нещасної загиблої в селі покритки, змалку поневіряється в наймах, зносить наругу, але не втрачає душевної чистоти. Щира і безкомпромісна у своїх почуттях, вона не витримує безчестя і кінчає життя самогубством. Ця трагічна розв'язка драматичного конфлікту, психологічно вмотивована розвитком дії, є гострим викриттям огидної розтлінної моралі розпусних багатіїв. Устами наймита Панаса Карпенко-Карий проголошує: «О, будьте ж ви прокляті, всі баламути! Звірі ви, а не люди!.. Нехай наші сльози… важким камінням ляжуть на душі ситих, розпусних катів».

## Історія написання
Під час гастролей Старицького в Ростові-на-Дону (1884) надходить розпорядження про заборону перебування Івана Карпенка-Карого в Україні й у великих містах Росії. Він оселяється в місті Новочеркаську, живе під наглядом поліції як політичний засланець. Працює в кузні і палітурній майстерні. Тоді ж написав п'єси «Бондарівна», «Розумний і дурень», «Наймичка».
Драма «Наймичка» в 5 діях написана 1885 р. в Новочеркаську. В 1887 році її вперше видано окремою книжкою в Херсоні. Дещо виправлений текст вміщено в т. І «Драм і комедій» І.Карпенка-Карого (Одеса,1897 р.)
Вперше поставлена трупою М. Л. Кропивницького під тимчасовим керівництвом М. К. Садовського 15 липня 1886 року в Ростові-на-Дону. Про задум п'єси і процес роботи над нею Софія Тобілевич згадує: «Іван Карпович мрія про те, щоб змалювати прекрасний образ благородної, чесної, незайманої селянської дівчини. Він дуже часто розповідав мені про ідеал хорошої, благородної дівчини-дитини, образ якої переслідував його не тільки в думках, а й у сні. Він почав говорити про окремі моменти нового твору, ще не знаючи його назви й імені героїні. Так зароджувався сюжет „Наймички“. Мозок Івана Карповича діяв тоді „безперебійно“ й без відпочинку. Спав він дуже мало, і я почала турбуватися про його здоров'я.
-        От закінчу „Наймичку“, тоді й відпочину, — заспокоював він мене. — Треба писати, коли є про що і коли душа прагне роботи.
Оповідаючи мені про можливий зміст нової п'єси, в якій знедолена сирота мусила бути головним персонажем, він випадково назвав Харитиною. Так те ім'я і залишилося у п'єсі».
Нарешті зміст накреслено і весь сюжетний матеріал розділено по окремих діях. Тепер він дуже мало говорив, а весь час був заглиблений у свою творчу роботу..
Влітку 1886 року до Новочеркаська прибула українська трупа М. Л. Кропивницького під тимчасовим керівництвом М. К. Садовського. «Скориставшись з перебування братів у Новочеркаську, — пише С. В. Тобілевич, — Іван Карпович прочитав їм „Наймичку“».

## Жанр
Соціально-психологічна драма .

## Особливість твору
Уперше в драмі «Наймичка» письменник посилив індивідуалізацію другорядних чи епізодичних постатей до такої міри, що вони склали окрему, додаткову сюжетну лінію (Маруся — Панас). Обидві героїні (Харитина і Маруся) по-різному, але всім життям розплачуються за свою необачність. Їхня трагедія є узагальненням становища простої людини, позбавленої будь-яких прав і суспільного захисту.

## Сценічне життя «Наймички»
П'єса дуже сподобалася усім, на сцену вона потрапила 15 липня 1886 року. Трупа М. Л. Кропивницького переїхала тоді до Ростова, де й відбулася прем'єра.
На виставу приїхав крадькома з Новочеркаська сам Карпенко-Карий і, сидячи в театрі, плакав. Під час антрактів не ходив за куліси, лише прислухався до розмов глядачів. То були живі рецензії, які уважно сприймав, щоб потім мати змогу доопрацювати твір. Заради конспірації Іван Карпович відмовився, щоб його хтось проводжав до вокзалу. Непомітно зник, понісши з собою запал творчості.
«Наймичка» так захопила всіх, і слухачів, і акторів, що були такі сцени, де й публіка, і актори, і навіть суфлер, якому це зовсім не належить, плакали, захльобуючись сльозами. П'єса зразу сподобалась публіці і пройшла з великим успіхом кілька разів.
На виставах «Наймички» плакав не тільки простий люд, а й сановний — обох столиць під час гастролей трупи М. Кропивницького в Петербурзі і Москві в 1886—1888 рр. Плакав Лев Толстой, прихильно настроєний до української культури, заплакав і петербурзький заздрісний критик О.Суворін, який знущався з української мови і відмовляв українському театру в майбутньому.
С. В. Тобілевич записала таке: «Повернувшись до Новочеркаська, Іван Карпович довго згадував ту виставу, багато говорив про неї та її виконавців, найбільше захоплювався грою Заньковецької.
- Я бачив на сцені не артистку в ролі Харитини, а справжню Харитину, щиру, чесну, сільську дівчину, з чистим серцем, з високоблагородною вдачею. Простота, невимушеність, правда і глибока моральна незайманість були головними рисами виконання цієї ролі геніальною актрисою.
- Це вже не великий талант, а геніальність!» Цю думку І. К. Тобілевича підтвердили гастролі в Петербурзі трупи  М. Л. Кропивницького 11 листопада 1886 — 15 лютого 1887 року, під час яких «Наймичка» пройшла 22 рази. М. К. Садовський у своїх спогадах свідчить: «Особливо цей вияв симпатій захопив увесь Петербург після постави п'єси „Наймичка“, коли виступала М. Заньковецька. Щось невимовно дивне, неописане трапилось. Це був такий тріумф українського слова, якого більш ніколи воно не зазнавало.»
Говорячи про твори Івана Карпенка-Карого Симон Петлюра відзначав: «Драми живі, актуальні… Вони народні, бо темами для них є життя народне з його радощами і злиднями, що мають місце в житті нашого народу і переважно селянських мас його».

## Спільність теми в українській літературі
Інтерпретація жіночої теми простежується у творах Т. Шевченка, Марка Вовчка, Панаса Мирного, М.Старицького, М. Кропивницького.
М.Старицький «Талан»
М. Кропивницький «Глитай, або ж павук»
Тобілевич «Безталанна»   